# Pojazdy Szynowe Pesa Bydgoszcz

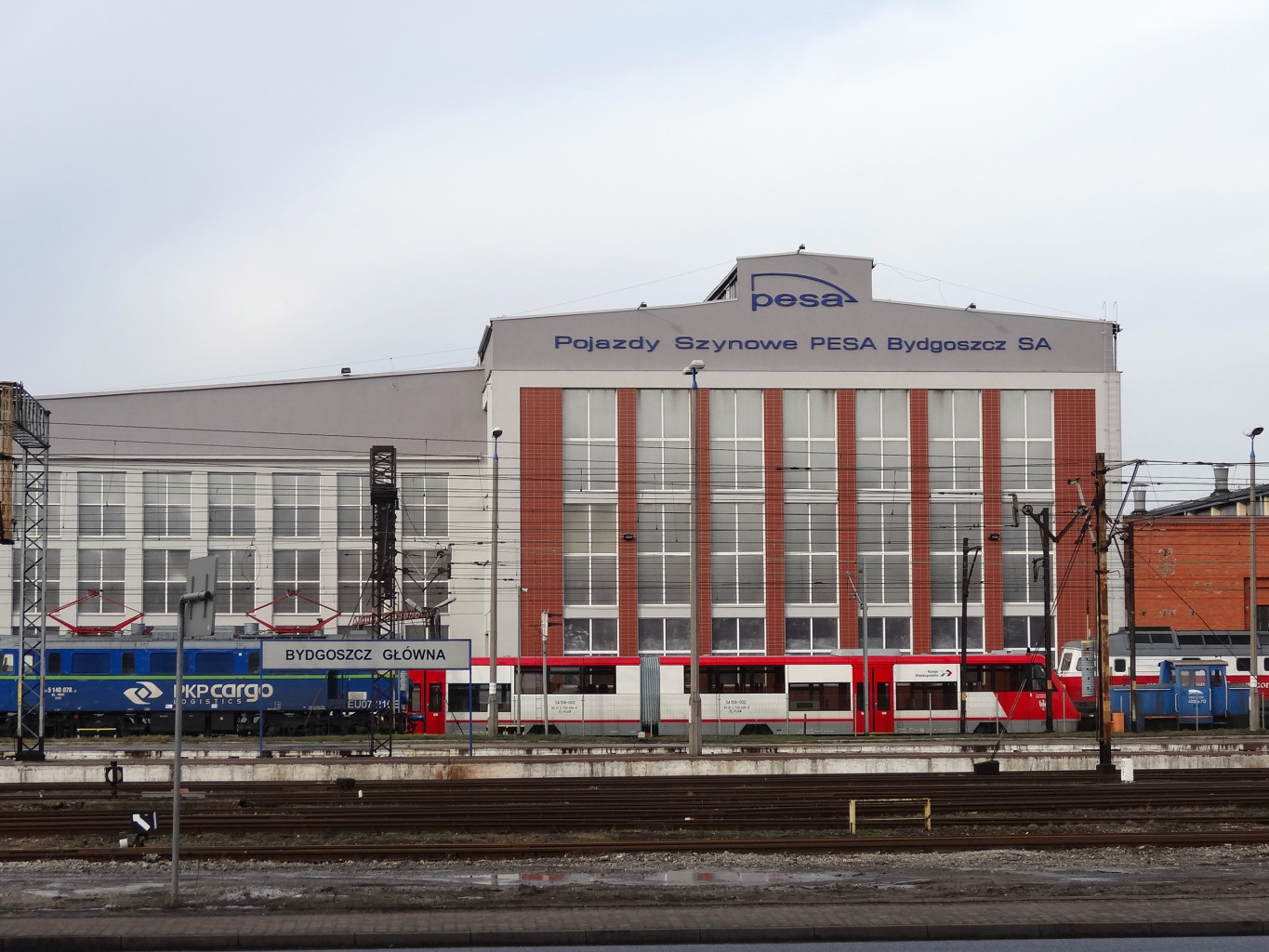
Hale zakładu widziane od ul. Zygmunta Augusta

Pojazdy Szynowe Pesa Bydgoszcz – polskie przedsiębiorstwo z siedzibą w Bydgoszczy produkujące i remontujące pojazdy szynowe: lokomotywy, zespoły trakcyjne, wagony i tramwaje.
Zakłady zostały uruchomione w 1851 jako Ostbahn-Werkstatt-Bromberg (z niem. Zakłady Naprawcze Kolei Wschodniej Bydgoszcz) i przez cały XIX i XX wiek zajmowały się wyłącznie naprawami taboru kolejowego. Po II wojnie światowej funkcjonowały jako Zakłady Naprawcze Taboru Kolejowego (ZNTK) w Bydgoszczy. W 2001 przedsiębiorstwo przyjęło obecną nazwę i rozpoczęło produkcję pojazdów szynowych – najpierw kolejowych, a w 2005 również tramwajów. Z czasem produkcja stała się podstawową działalnością Pesy.
We wrześniu 2024 r. firma nawiązała współpracę z hiszpańskim przedsiębiorstwem Talgo w zakresie rozwoju kolei dużych i bardzo dużych prędkości w Polsce i krajach ościennych, w tym spełniających wymogi stawiane w projekcie CPK.
Do najważniejszych rodzin produkowanych pojazdów należą: lokomotywy Gama, elektryczne zespoły trakcyjne Elf, spalinowe zespoły trakcyjne Link oraz tramwaje Swing i Twist. Pojazdy wyprodukowane przez Pesę eksploatowane są w 12 państwach: na Białorusi, w Bułgarii, w Czechach, w Kazachstanie, w Niemczech, na Litwie, na Ukrainie, w Polsce, w Rumunii, w Rosji, na Węgrzech i we Włoszech.

## Historia

### Okres pruski

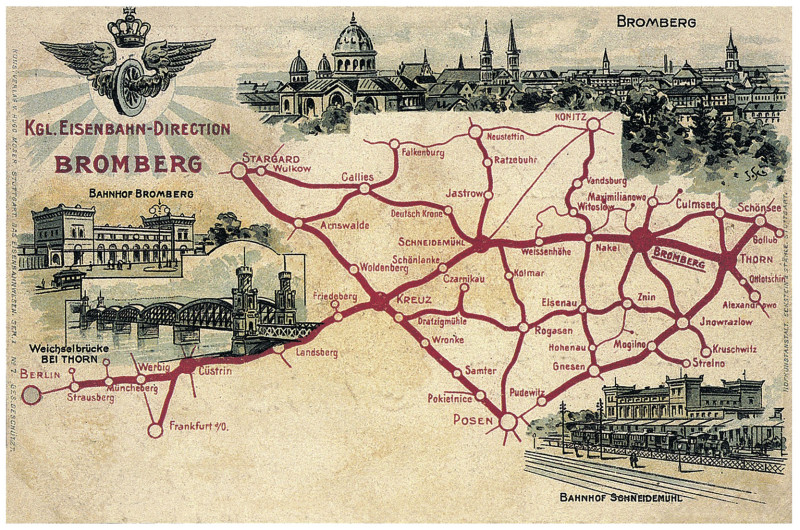
Pocztówka przedstawiająca Królewską Dyrekcję Kolei Wschodniej w Bydgoszczy

14 czerwca 1848 podjęto decyzję o rozpoczęciu budowy pierwszego odcinka Pruskiej Kolei Wschodniej łączącego Krzyż z Bydgoszczą. Jego realizacja trwała od 26 kwietnia 1848 do maja 1851, a 26 lipca 1851 w Bydgoszczy został on otwarty przez króla pruskiego Fryderyka Wilhelma IV. Jednocześnie z budową linii, naprzeciw pierwszego dworca stacji Bydgoszcz Główna, powstały warsztaty naprawcze. Podobnie jak budynek stacyjny, warsztaty wzniesiono na gruntach folwarku Bocianowo, który włączono w granice miasta 1 listopada 1851. O ich lokalizacji w tym mieście zadecydowało położenie Bydgoszczy, która leżała pośrodku linii kolejowej z Berlina do Królewca. Tutaj również ulokowano Królewską Dyrekcję Kolei Wschodniej.
W 1851 zakłady uruchomiono jako Ostbahn-Werkstatt-Bromberg (z niem. Zakłady Naprawcze Kolei Wschodniej Bydgoszcz) i początkowo była to parowozownia z warsztatem i kuźnią. W lipcu tamtego roku zatrudniały one 21 osób. Początkowo w naprawie znajdowało się każdej doby 8–10 wagonów oraz 3–4 parowozy. W Tczewie założono filię warsztatów bydgoskich, które później usamodzielniły się.
W 1855 oddano do użytku budynek administracyjny, a w 1856 do kuźni dobudowano halę naprawy parowozów. Dalsza rozbudowa i przebudowa warsztatów naprawczych Kolei Wschodniej miała miejsce w latach 60., 70. i 80. XIX wieku. W tym okresie m.in. zbudowano nową kuźnię, warzelnię pokostu, nową halę naprawy parowozów na 44 stanowiska oraz halę naprawy wagonów, przebudowano także pomieszczenia dla blacharni, lakierni, kuźni miedzianej oraz warsztatów – naprawczego tendrów i budowy zwrotnic. W 1867 oddano do użytku tunel prowadzący od obecnej ul. Zygmunta Augusta do warsztatów naprawczych, przebiegający pod torami kolejowymi. Pod koniec lat 70. XIX w. warsztaty były pod względem liczby zatrudnionych największym zakładem w ówczesnym okręgu Dyrekcji Kolei w Bydgoszczy, obejmującym sieć kolejową na obszarze od Berlina po Kłajpedę. W 1890 wyprzedzały warsztaty w Berlinie i Królewcu, skupiając jedną czwartą ogółu krytych stanowisk naprawczych parowozów i jedną trzecią krytych stanowisk naprawczych tendrów w całym okręgu. Jedynie w zakresie napraw wagonów ustępowały warsztatom berlińskim i specjalistycznemu zakładowi w Ponarth na przedmieściu Królewca. W 1877 zatrudniały 555 robotników oraz 44 osoby personelu administracyjnego. Szeroko zakrojona w 1884 rozbudowa warsztatów spowodowała przeniesienie z pomocniczych warsztatów w Tczewie dodatkowych pracowników wraz z rodzinami, którzy osiedlili się w Bydgoszczy i okolicach.
Do warsztatów i praktycznej nauki zawodu w pierwszej kolejności przyjmowano synów urzędników lub robotników kolejowych, którymi byli głównie Niemcy. Taka sytuacja powodowała, iż do 1920 wśród zatrudnionych pracowników zakładu było zaledwie 10–20% Polaków, a od 1903 obowiązywał zakaz posługiwania się na terenie warsztatów językiem polskim.
Pozycja bydgoskich warsztatów naprawczych w systemie organizacyjnym pruskich kolei państwowych ulegała częstej zmianie. Gdy warsztaty powstały, w drugiej połowie XIX wieku, były podporządkowane Dyrekcji Kolei Wschodniej w Bydgoszczy. W 1874 podlegały one Komisji Kolejowej Kolei Wschodniej również z siedzibą w Bydgoszczy, by dwa lata później powrócić pod Dyrekcję Kolei Wschodniej. Zgodnie z zarządzeniem z 1882 jurysdykcja warsztatów w Bydgoszczy obejmowała linie kolejowe Bydgoszcz – Piła (z wyłączeniem Piły), Bydgoszcz – Warlubie (bez stacji), Laskowice Pomorskie – Jabłonowo (bez stacji), oraz linię Bydgoszcz – Toruń – Otłoczyn.
Około 1900 zakłady nazwano Königliche Eisenbahn-Hauptwerkstatt Bromberg (z niem. Królewski Główny Warsztat Kolejowy Bydgoszcz). Rocznie naprawiały one 600 parowozów, 2100 wagonów osobowych i do 7000 wagonów towarowych oraz wytwarzały 2200 zwrotnic. W 1906 zatrudnionych było 1470 osób, w tym 1390 majstrów, rzemieślników i robotników, 80 urzędników, ponadto kształconych było 70 uczniów. W tym czasie do warsztatów doprowadzono z sieci miejskiej energię elektryczną przeznaczoną do oświetlenia terenu i napędu nowych maszyn, w tym 13 silników elektrycznych o łącznej mocy około 190 KM. Wraz z rozwojem zajmowany był coraz większy obszar. Początkowy teren o powierzchni 10 000 m² zwiększył się do 170 000 m² na początku XX w. Urządzenia i obrabiarki były wówczas napędzane maszynami parowymi i silnikami elektrycznymi.

### Okres polski 1920-1939
20 stycznia 1920 zakłady zostały przejęte od Niemców przez polską komisję, w skład której wchodził m.in. Franciszek Hoffmann. Został on pierwszym naczelnikiem zakładów, a po nim funkcję tę pełnili: inż. Stanisław Osiński (1923–1926), inż. Rudolf Szmidt (1926–1937) i mgr inż. Jan Rupiński (1937–1939). Zakłady przemianowano na PKP Warsztaty Główne I klasy. Początkowo podlegały one Dyrekcji Okręgowej Kolei Państwowej w Gdańsku, a od 1 października 1933 DOKP w Toruniu. W okresie międzywojennym zakład bydgoski był jednym z 13 kolejowych warsztatów głównych w Polsce, z czego 6 było I klasy (w tym bydgoski), a 7 II klasy. Zakłady w Bydgoszczy pod względem liczby pracowników fizycznych oraz wysokości budżetu zajmowały drugie miejsce po zakładach w Poznaniu. Posiadały one 58 stanowisk do naprawy parowozów, 10 do naprawy tendrów, 53 do naprawy wagonów osobowych (w tym 4 odkryte) oraz 83 do wagonów towarowych (w tym 17 odkrytych).
W latach 20 XX w. zakład dotkliwie odczuł odpływ pracowników narodowości niemieckiej (1500 osób), który został uzupełniony Polakami, w tym reemigrantami z Westfalii i Nadrenii. W tym samym okresie także zakład wzbogacił się o nową halę napraw parowozów z 20 stanowiskami. Czasy wielkiego kryzysu zakład przetrwał w dobrej kondycji. 1 listopada 1933 pracowało w nim łącznie 1948 ludzi, w tym 1738 robotników, a w 1936 – 1817 robotników. W tym czasie był największym przedsiębiorstwem w Bydgoszczy. W latach 30 XX w. wykonywano w Bydgoszczy rocznie około 300 napraw parowozów, 3000 napraw wagonów towarowych, 360 napraw wagonów osobowych oraz wytwarzano około 400 ton odlewów. W 1939 r. w przedsiębiorstwie zatrudnionych było 2080 robotników i 200 pracowników umysłowych.
W 1937 r. opracowano projekt przebudowy głównej hali w celu napraw głównych najdłuższych wówczas na PKP parowozów serii Pt31 i Pu29, które nie mieściły się dotychczas w żadnej hali napraw w Polsce.

### Okres niemiecki 1939-1945
Działania wojenne kampanii wrześniowej 1939 nie wyrządziły większych szkód warsztatom kolejowym. Po ich przejęciu przez administrację niemiecką otrzymały one nazwę: Zakład Naprawczy Kolei Rzeszy Bydgoszcz (Reichsbahnausbesserungswerk Bromberg) i zostały podporządkowane dyrekcji warsztatowej z siedzibą w Berlinie. Wszystkie stanowiska kierownicze obsadzono Niemcami, przy czym w charakterze majstrów i brygadzistów zatrudnieni byli w większości volksdeutsche. Polscy robotnicy zmuszani byli do pracy dwuzmianowej, której czas wynosił około 10 godzin dla każdej zmiany. W czasie okupacji profil pracy produkcyjnej zakładów nie uległ zmianie. W warsztatach prowadzono remonty parowozów i wagonów towarowych. Nowością wprowadzoną przez Niemców były brygady pogotowia kolejowego, tzw. bauzugi, które operowały na głównych szlakach kolejowych zaopatrujących front wschodni i naprawiały uszkodzone linie i tabor.
W 1940 podzielone były na 6 wydziałów oraz 55 brygad. Łączne zatrudnienie wynosiło 3094 pracowników. Bydgoskim warsztatom przydzielono do utrzymania 303 parowozy towarowe, 12 parowozów osobowych, 108 tendrzaków oraz wagony bagażowe i służbowe. W ramach zadań dodatkowych produkowano elementy hamulcowe, maszyny do naprawy nawierzchni kolejowej, podbijarki torowe i płozy kolejowe.
Zakłady nie poniosły większych strat materialnych podczas działań wojennych związanych z wyzwalaniem miasta. Polscy robotnicy poprzez działania sabotażowe uniemożliwili odjazd do Rzeszy transportów ze zdemontowanymi maszynami i urządzeniami produkcyjnymi oraz uratowali przed wysadzeniem mosty kolejowe a przede wszystkim most Królowej Jadwigi.

### Okres podrugowojenny

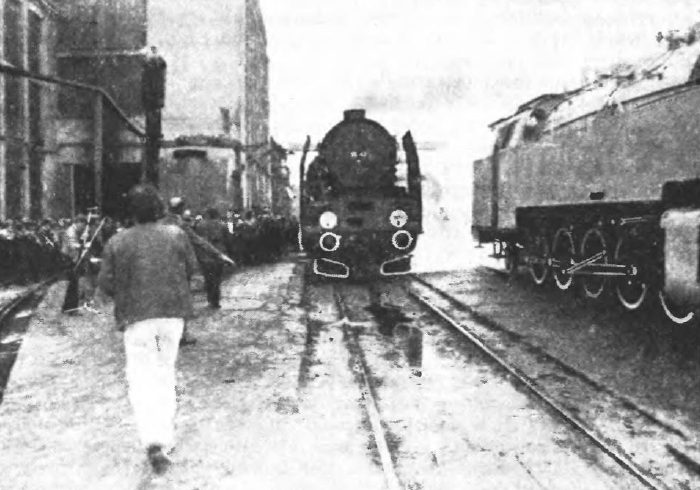
Ostatni parowóz Pt47 naprawiony w ZNTK Bydgoszcz (1985)

28 stycznia 1945, po wyzwoleniu miasta, odbyło się zebranie załogi, która na tymczasowego kierownika wybrała wówczas Leona Wallo. Kilka miesięcy później funkcję naczelnika przywrócono mgr. inż. Janowi Rupińskiemu, a także powrócono do nazwy z 1939 – PKP Warsztaty Główne I klasy. Pierwszy wyremontowany parowóz oddano do użytku 30 stycznia 1945, a do końca roku przekazano do ruchu 389 parowozów i 8056 wagonów. W kwietniu 1945 radzieckie władze wojskowe wpisały zakład na listę 30 obiektów gospodarczych w Bydgoszczy planowanych do objęcia akcją wywozu urządzeń do ZSRR. Wywózek udało się uniknąć po interwencji polskich władz u przedstawiciel Misji Ekonomicznej ZSRR w Warszawie w maju 1945.
W 1948 przystąpiono do rozbudowy istniejących obiektów i budowy nowych. Wybudowano m.in. kotlarnię, acetylenownię, modelarnię i magazyn modeli, armaturownię, remizę straży pożarnej, magazyny i hotel pracowniczy. Po 1950, w związku z centralizacją gospodarczą kraju, nastąpiły poważne zmiany w strukturze i organizacji zakładu. Warsztaty przemianowano na Zakłady Naprawcze Parowozów i Wagonów nr 13 w Bydgoszczy, a w wyniku dalszych zmian w 1952 przyjęły one ostateczną nazwę Przedsiębiorstwo Państwowe Zakłady Naprawcze Taboru Kolejowego w Bydgoszczy. Podlegały one Dyrekcji Zakładów Produkcyjnych w Poznaniu, od 1956 Centralnemu Zarządowi Zakładów Naprawczych Taboru Kolejowego w Warszawie, a od 1958 Zjednoczeniu Zakładów Naprawczych Taboru Kolejowego.
Rozbudowę zakładów w latach 1955–1962 prowadzono pod kątem specjalizacji w naprawach parowozów oraz wagonów towarowych. Profil napraw obejmował początkowo głównie remonty parowozów (Pd4, Pd5, Pk1, Pk2, Pm2, Pm3, Pm36, OKl2, OKl27, Ok1, Os24, TKw2, Tp4, Tr20, Ty1, Ty2, Ty4) oraz wagonów cystern. Zaprzestano napraw wagonów osobowych, przechodząc w ramach specjalizacji do napraw wagonów węglarek.
W latach 1961–1973 wybudowano nową hydrofornię, przychodnię lekarską, stołówkę, dom kultury (budynek ten rozebrano w połowie 2011 w związku z budową linii tramwajowej na ul. Zygmunta Augusta) i rozbudowano budynek zarządu. Szacuje się, że w latach 1945–1975 w ZNTK Bydgoszcz naprawiono 14 795 parowozów i 322 861 wagonów towarowych. W ramach dodatkowej produkcji wytopiono 1411 000 ton odlewów żeliwnych. W latach 1959–1964 zbudowano 27 elektrycznych żurawi na podwoziu szynowym dla obsługi portów, a w latach 1965–1973 83 dźwigi okrętowe o nośności od 1,5 do 7 ton. Od 1971 budowano również mechaniczne urządzenia do mycia wagonów osobowych oraz pojazdów trakcyjnych.
Od lat 60. modernizowano stopniowo park maszynowy zakładu. Zainstalowano m.in. nowe obrabiarki, automaty wielopalnikowe do cięcia blachy oraz automatyczne linie odlewnicze z urządzeniami marki Dish. W 1965 w całym zakładzie zamontowano nowe oświetlenie, a w 1973 wprowadzono wentylację hal. W ZNTK panował jednak hałas, szczególnie silny w halach nitowania i spawania. W latach 1973–1975 wprowadzono tzw. malowanie hydrodynamiczne. W tym okresie zrezygnowano również z nitowania na rzecz spawania oraz z piaskowania kotłów parowozowych na rzecz śrutowania.
W ramach planu gospodarczego kraju 1975–1980 zaplanowano kompleksową rozbudowę i modernizację zakładu w celu jego przystosowania do remontu lokomotyw spalinowych oraz węglarek 4-osiowych. Ostatecznie wdrożono remonty importowanych masowo w latach 70. lokomotyw serii ŁTZ M62. 10 grudnia 1975 po raz pierwszy spuszczono żeliwo w nowoczesnej odlewni, a w 8 marca 1977 przyjęto do naprawy pierwszą lokomotywę spalinową.
W okresie PRL-u, podobnie jak w okresach wcześniejszych, ZNTK należały do największych pracodawców w Bydgoszczy. 28 listopada 1981 poświęcono sztandar Komisji Zakładowej NSZZ „Solidarność”, która odgrywała dużą rolę w regionie. Związek ten liczył kilka tysięcy członków, a w jego skład wchodziło również kierownictwo zakładu. Komisja brała udział w akcjach ogólnokrajowych, tzw. przestojach, organizowanych przez „Solidarność”. W 1981 zakładowy Dom Kultury odwiedził przewodniczący „Solidarności” Lech Wałęsa. 13 grudnia 1981, po wprowadzeniu stanu wojennego, członków Zarządu internowano, a milicja i Służba Bezpieczeństwa skonfiskowały całe mienie Komisji Zakładowej NSZZ „Solidarność”. Przedstawiciel Komisji Zakładowej w Zarządzie Regionu został zmuszony do emigracji z kraju.
W 1982 zakład, podobnie jak inne ZNTK w kraju, został wcielony w struktury PKP w celu zmilitaryzowania. W 1984 dla upamiętnienia pracowników poległych w 1939 roku, zmieniono nazwę na PKP Zakłady Naprawcze Taboru Kolejowego im. Obrońców Bydgoszczy. 18 października 1985 zakład opuściły trzy ostatnie naprawione parowozy – TKz 221, Pt47-1 i TKp 5161. W sumie w okresie powojennym wykonano 20 297 napraw parowozów. W 1990 rozpoczęto naprawy elektrycznych zespołów trakcyjnych serii EN57.

### Czasy współczesne od 1990 roku

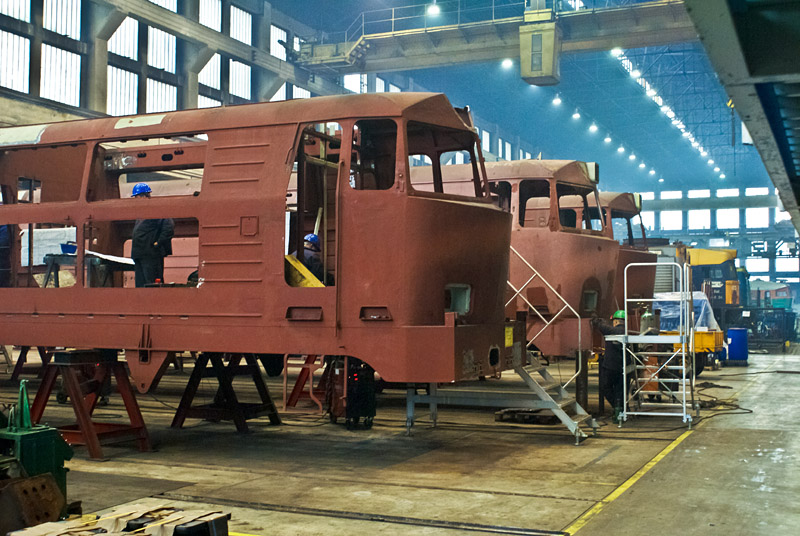
Modernizacja spalinowozów serii ST45 (2007)

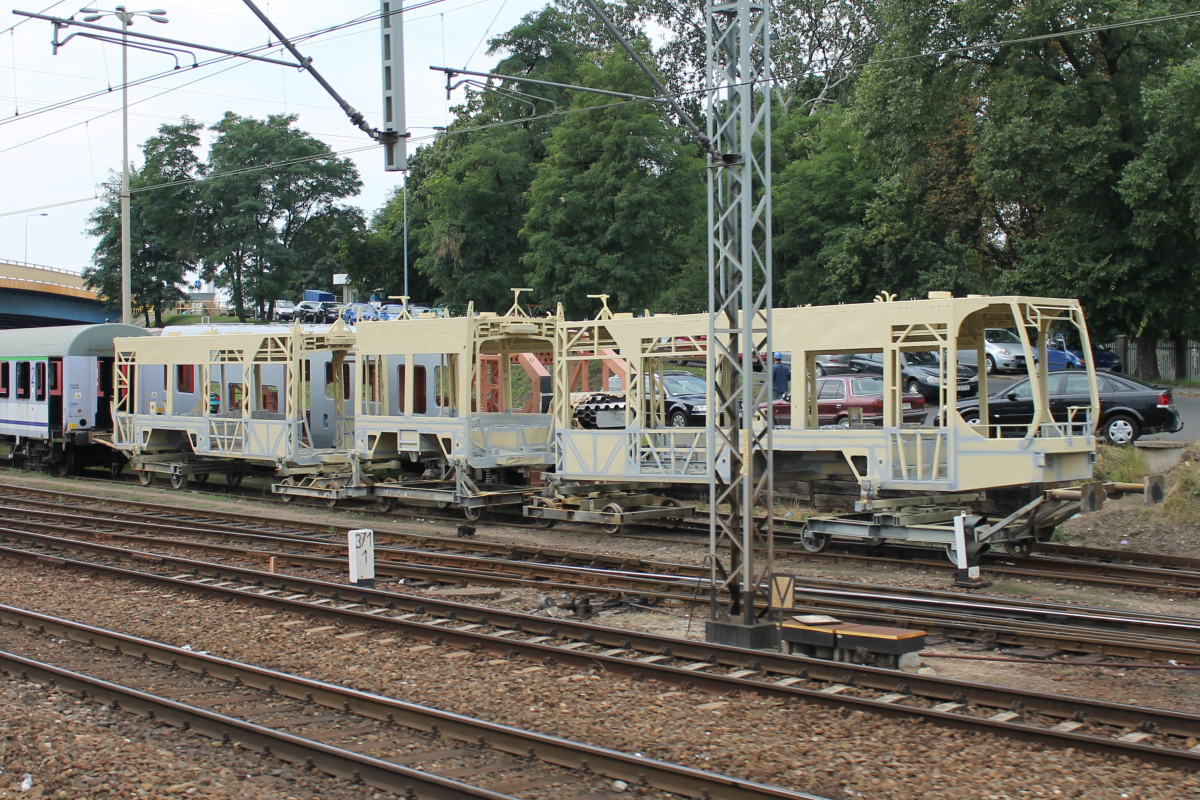
Tramwaj eksportowy w produkcji na głównym terenie przedsiębiorstwa (2014)

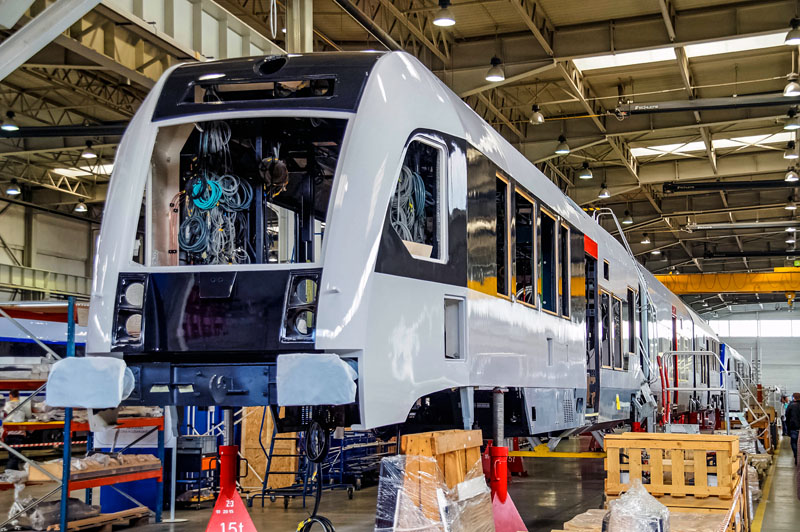
Produkcja Atribo (2015)

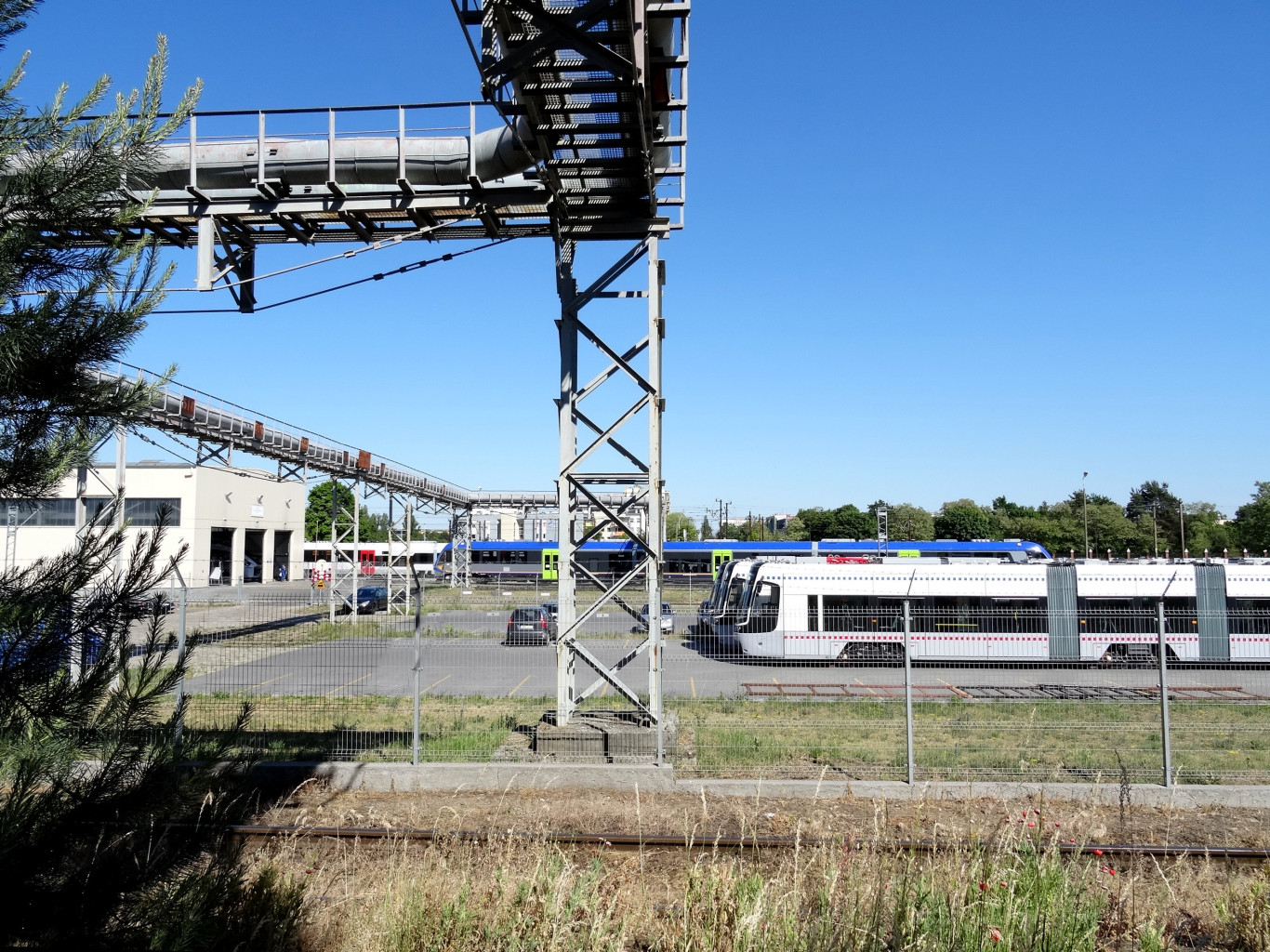
Gotowe pojazdy na terenie zakładu Z-5 (2015)

Przed 1989 r. ZNTK Bydgoszcz miały ściśle określone zadania, którymi były naprawy parowozów i spalinowozów oraz wagonów towarowych. Przemiany ustrojowe w 1989 spowodowały jednak, że zakład musiał podjąć kroki zmierzające do znalezienia swego miejsca w nowej sytuacji gospodarczej kraju. 24 lipca 1991 ZNTK Bydgoszcz, jak wszystkie zakłady tego typu, wydzielono ze struktur PKP tworząc samodzielne przedsiębiorstwo, które rozpoczęło naprawy wagonów pasażerskich PKP. Ponadto w latach 1990–1995 zakłady wykonały naprawy główne zespołów serii EN94 należących do Warszawskiej Kolei Dojazdowej, a w latach 1994–1995 odrestaurowały historyczny wagon serii EN80 tego samego przewoźnika. W 1994 natomiast nawiązano współpracę z partnerami zagranicznymi z Litwy.
W zakładach wykonywano remonty taboru trakcji spalinowej, zakupionego za granicą przez prywatnych przewoźników, połączone z modernizacją i dostosowaniem do polskich norm i przepisów.
2 listopada 1995 roku przedsiębiorstwo przekształcono w spółkę akcyjną Skarbu Państwa, a w 1996 akcje spółki wniesiono do narodowych funduszy inwestycyjnych. Wybór prywatyzacji metodą NFI spowodował pogorszenie kondycji ekonomicznej przedsiębiorstwa. W 1998 menedżerowie w nim zatrudnieni, ratując spółkę przed bankructwem, podjęli decyzję o wykupie ZNTK Bydgoszcz z NFI i przeprowadzono wykup menedżerski w klasycznej formie. W oparciu o majątek przedsiębiorstwa wydzielono 17 samodzielnych spółek. W kolejnych latach ZNTK pozyskiwały kolejnych partnerów zagranicznych – w 1996 z Białorusi, w 1999 z Niemiec, a w 2000 z Ukrainy i Rosji.
17 sierpnia 2001 Zakłady Naprawcze Taboru Kolejowego w Bydgoszczy zmieniły nazwę na Pojazdy Szynowe Pesa Bydgoszcz Spółka Akcyjna Holding. Powodem była chęć zmiany wizerunku przedsiębiorstwa, dla którego najważniejszym celem stała się budowa, a dopiero na drugim miejscu modernizacja i naprawa taboru.
W 2001 ożywiono współpracę z dyrekcją generalną kolei ukraińskich oraz kolejami litewskimi. W Wilnie powstała spółka z większościowym udziałem bydgoskiego przedsiębiorstwa, której zadaniem są remonty lokomotyw dla kolei litewskich. W tym samym roku przedsiębiorstwo jako pierwsze w kraju rozpoczęło produkcję spalinowych wagonów silnikowych do przewozów regionalnych i aglomeracyjnych, które uzyskały nagrody na Międzynarodowych Targach Kolejowych Trako oraz pierwszą nagrodę przyznawaną przez Polską Izbę Producentów Urządzeń i Usług na rzecz Kolei.
W 2003 przedsiębiorstwo uzyskało kolejną nagrodę na targach kolejowych Trako w Gdańsku za zbudowany w zakładzie wagon sypialny standardu Euronight typu 306A. W latach 2004–2005 wykonano kilkadziesiąt wagonów spalinowych, SZT i EZT m.in. dla samorządów województw i PKP.
W 2005 roku oferta przedsiębiorstwa została poszerzona o modułowe pojazdy dla transportu miejskiego, m.in. niskopodłogowe tramwaje, których pierwszym odbiorcą był Elbląg. W 2006 podpisano umowę na dostawę 15 tramwajów dla Warszawy, a później kolejno dla Łodzi, Gdańska, Bydgoszczy, Warszawy (186 tramwajów o wartości 1,5 mld zł, tzw. kontrakt stulecia), Szczecina i Częstochowy. W tym samym roku spółka pozyskała pierwsze kontrakty zagraniczne w państwach Unii Europejskiej (koleje włoskie). W 2009 pozyskano pierwszy zagraniczny kontrakt na dostawę tramwajów (Węgry). W 2011 Pesa wygrała przetarg na dostawę 31 pociągów spalinowych Atribo dla spółki České dráhy do obsługi połączeń lokalnych o wartości ponad 300 mln zł. We wrześniu 2012 została podpisana umowa ramowa z Deutsche Bahn na dostawę do 470 pociągów spalinowych. Maksymalna wartość tego kontraktu mogła sięgnąć 1,2 mld euro i jest to największa umowa w historii przedsiębiorstwa. W maju 2013 przekazano użytkownikom setny zbudowany w Pesie elektryczny pojazd trakcyjny, którym był EN76-033. Pesa jest ciągle aktywna na rynku modernizacji wagonów. 11 czerwca 2013 rozstrzygnięto na jej korzyść przetarg na modernizację 150 wagonów PKP Intercity, a dzień później podpisano stosowną umowę. 15 października 2013 pojazd typu 611M osiągnął na trasie Moskwa – Petersburg prędkość 201 km/h, co jest najwyższą prędkością spalinowego pojazdu szynowego polskiej produkcji.
Kontynuowano również remonty lokomotyw i wagonów dla PKP i przewoźników prywatnych. Po 10 latach przerwy wykonano modernizacje lokomotyw serii ST44 (dla PKP Cargo). Do końca 2009 r. Pesa wykonała blisko 70 kompleksowych modernizacji lokomotyw serii ST44, SU45, SM42 oraz 50 modernizacji SM48, SU46, BR232, T448p. W zakładach dokonywano również remontów, często połączonych z kompleksową modernizacją i przebudową, wagonów osobowych i towarowych. Opracowano też projekt pierwszego w Polsce wagonu serii Roos do przewozu materiałów dłużycowych, głównie drewna.
Podstawowym produktem eksportowym Pesy do UE stały się zespoły trakcyjne Pesa Atribo. Od 2009 pojazdy te kursują na linii Brescia – Iseo, a później w okolicach Bolonii we Włoszech. Podobne pojazdy w 2010 trafiły na rynek krajowy, kupione przez Urząd Marszałkowski Województwa Zachodniopomorskiego.
W celu zwiększenia potencjału produkcyjnego Pesa w 2008 zakupiła większościowy pakiet udziałów w ZNTK „Mińsk Mazowiecki”, które przez szereg lat specjalizowały się w remontach elektrycznych zespołów trakcyjnych.
15 kwietnia 2013 roku Pesa podpisała z Kolejami Mazowieckimi umowę na dostawę 2 lokomotyw elektrycznych Gama wraz z 22 wagonami piętrowymi Sundeck (w tym 2 wagonami sterowniczymi); są to pierwsze polskie wagony piętrowe. W czerwcu 2013 podpisano kolejne kontrakty na 120 tramwajów dla Moskwy i 20 dla Sofii, a w kwietniu 2016 na dostawę 10 tramwajów niskopodłogowych Pesa Twist dla Kijowa. Na tory Białorusi trafiły natomiast spalinowe zespoły trakcyjne modelu Pesa 730M.
W kwietniu 2014 na terenie Pesy rozpoczęła się rozbiórka wieży ciśnień, a w październiku zabytkowej parowozowni. Obiekty te zostały rozebrane aby móc na ich miejscu wybudować nowe hale produkcyjne.
Pesa planuje budowę nowego centrum badawczo-rozwojowego. Na parterze trzykondygnacyjnego budynku mają znaleźć się laboratoria 6 zespołów badawczych, a na piętrach biura. Inwestycja ma zapewnić istniejącemu działowi badań i rozwoju infrastrukturę potrzebną do prowadzenia badań przemysłowych i prac badawczo-rozwojowych. W kwietniu 2016 projekt wart wstępnie 6,3 mln zł został rekomendowany przez Ministerstwo Rozwoju do dofinansowania z Programu Operacyjnego Inteligentny Rozwój 2014–2020.
16 maja 2016 r. Pesa i Polski Fundusz Rozwoju podpisały umowę wspólników dotyczącą spółki Rail Capital Partners – nowego poolu taborowego. Pesa ma w niej 51% udziałów, a Kapitałowy Fundusz Inwestycyjny Zamknięty Aktywów Niepublicznych zarządzany przez PFR – pozostałe 49%. Zaplanowano, że spółka ma mieć 8 lokomotyw Gama w wersji 111Ed w przeciągu 2 lat.
7 listopada 2017 Pesa podpisała z konsorcjum banków na czele z PKO BP umowę kredytową na 200 mln zł. Konieczność zaciągnięcia kredytu wynikała z problemów z płynnością finansową uniemożliwiających realizację pozyskanych kontraktów i problemy z uzyskaniem gwarancji ubezpieczeniowych niezbędnych do podpisania nowych umów. Powodami braku płynności finansowej były m.in. straty i kary związane z realizacją zamówień z poprzedniej perspektywy unijnej, znaczny spadek liczby zamówień w latach 2016–2017 oraz załamanie kursu rubla. Warunkiem udzielenia kredytu było pozyskanie nowego inwestora, którym ostatecznie został Polski Fundusz Rozwoju. 25 maja 2018 Pesa i PFR wstępnie parafowały umowę inwestycyjną zakładającą nabycie 100% udziałów Pesy przez PFR. 25 czerwca UOKiK wydał zgodę na przejęcie Pesy przez PFR, a ściślej przez Fundusz Inwestycji Polskich Przedsiębiorstw Fundusz Inwestycyjny Zamknięty Aktywów Niepublicznych (FIPP FIZAN). 17 lipca Pesa i PFR podpisały umowy inwestycyjną, w ramach której PFR przejął 99,8% udziałów w Pesie oraz zobowiązał się do dokapitalizowania spółki w kwocie 300 mln zł. Do września 2018 PFR zainwestował w Pesę 200 mln zł. 29 października Pesa podpisała porozumienie kredytowe z konsorcjum banków i ubezpieczycieli, które przewiduje udzielenie kredytu w wysokości 1,2 mld zł.

## Zestawienie wyprodukowanych pojazdów
Od sierpnia 2008 w skład grupy wchodzą również Pesa Mińsk Mazowiecki, których pojazdy także są ujęte w poniższym zestawieniu.

### Lokomotywy
| Typ        | Liczba sztuk | Lata dostaw | Źródła               |
| ---------- | ------------ | ----------- | -------------------- |
| 111Ed Gama | 5 z 9        | od 2012     | [ 48 ] [ 49 ] [ 50 ] |
| 111Db Gama | 11           | 2014–2015   | [ 51 ] [ 52 ]        |
| 111Eb Gama | 4            | 2015–2016   | [ 34 ] [ 50 ]        |

### Elektryczne zespoły trakcyjne i wagony motorowe
| Typ              | Liczba sztuk | Lata dostaw | Źródła                                           |
| ---------------- | ------------ | ----------- | ------------------------------------------------ |
| 13WE Mazovia     | 1            | 2004        | [ 53 ]                                           |
| 308B             | 8            | 2005–2007   | [ 53 ]                                           |
| 15WE Acatus      | 1            | 2006        | [ 53 ]                                           |
| 16WEk Bydgostia  | 14           | 2007–2008   | [ 53 ]                                           |
| 32WE Acatus II   | 5            | 2011        | [ 54 ]                                           |
| 22WE Elf         | 53           | 2011–2016   | [ 53 ] [ 55 ]                                    |
| 34WE Elf         | 4            | 2011        | [ 53 ]                                           |
| 33WE             | 14           | 2011–2012   | [ 53 ]                                           |
| 27WE Elf         | 19           | 2011–2013   | [ 53 ]                                           |
| 21WE Elf         | 1            | 2012        | [ 53 ]                                           |
| 40WE Acatus Plus | 9            | 2014–2016   | [ 53 ] [ 56 ]                                    |
| 41WE Acatus Plus | 4            | 2014–2015   | [ 53 ]                                           |
| 43WE Dart        | 20           | 2015        | [ 57 ] [ 58 ]                                    |
| 21WEa Elf II     | 7 z 8        | od 2017     | [ 59 ] [ 60 ] [ 61 ] [ 62 ] [ 63 ]               |
| 22WEd Elf II     | 14           | 2018–2019   | [ 64 ] [ 65 ] [ 66 ]                             |
| 34WEa Elf II     | 6 z 8        | od 2017     | [ 59 ] [ 60 ] [ 67 ] [ 68 ] [ 69 ] [ 70 ] [ 71 ] |
| 48WE Elf II      | 10           |             | [ 72 ]                                           |
| 60WE             | 0 z 4        |             | [ 73 ]                                           |

### Spalinowe zespoły trakcyjne i wagony motorowe
| Typ           | Liczba sztuk | Lata dostaw     | Źródła                                                                                      |
| ------------- | ------------ | --------------- | ------------------------------------------------------------------------------------------- |
| 214M          | 56           | 2002–2016       | [ 74 ] [ 75 ] [ 76 ] [ 77 ]                                                                 |
| 610M          | 1            | 2004            | [ 78 ]                                                                                      |
| 620M          | 29           | 2004–2012       | [ 78 ] [ 79 ] [ 80 ]                                                                        |
| 218M          | 76           | 2005–2015       | [ 74 ] [ 81 ] [ 82 ]                                                                        |
| 219M Atribo   | 100 z 104    | od 2008         | [ 83 ] [ 84 ] [ 81 ] [ 85 ]                                                                 |
| 630M          | 6            | 2011–2013       | [ 86 ] [ 87 ] [ 88 ]                                                                        |
| 223M Link     | 81           | 2012–2020, 2022 | [ 74 ] [ 89 ] [ 90 ] [ 91 ] [ 92 ] [ 93 ] [ 94 ] [ 95 ] [ 96 ] [ 97 ] [ 98 ] [ 99 ] [ 100 ] |
| 611M          | 2            | 2013            | [ 101 ]                                                                                     |
| 730M          | 14           | 2014–2016       | [ 102 ] [ 85 ]                                                                              |
| 760M          | 6            | 2019–2020       | [ 103 ] [ 104 ] [ 105 ]                                                                     |
| Link          | 136          | od 2014         | [ 94 ] [ 106 ] [ 99 ] [ 107 ]                                                               |
| Seria 847     | 0 z 76       |                 | [ 108 ] [ 109 ]                                                                             |
| SZT dla Ghany | 0 z 2        |                 | [ 110 ]                                                                                     |

### Wybrane wagony osobowe[b]
| Typ          | Liczba sztuk | Lata dostaw | Źródła  |
| ------------ | ------------ | ----------- | ------- |
| 401M         | 5            | 2009        | [ 111 ] |
| 316B Sundeck | 2            | 2015        | [ 34 ]  |
| 416B Sundeck | 20           | 2015        | [ 34 ]  |

### Tramwaje
| Typ             | Liczba sztuk | Lata dostaw | Źródła                                          |
| --------------- | ------------ | ----------- | ----------------------------------------------- |
| 121N Tramicus   | 6            | 2006–2007   | [ 112 ]                                         |
| 120N Tramicus   | 15           | 2007        | [ 112 ]                                         |
| 122N Tramicus   | 12           | 2008        | [ 112 ]                                         |
| 120Na Swing     | 253          | 2010–2014   | [ 112 ] [ 113 ] [ 114 ]                         |
| 120Nb Swing     | 9            | 2011–2012   | [ 115 ]                                         |
| 2010N Twist     | 15           | 2012–2015   | [ 116 ] [ 117 ] [ 118 ]                         |
| 121Na Swing     | 4 z 7        | od 2012     | [ 119 ] [ 120 ] [ 121 ]                         |
| 2012N Twist     | 30           | 2013–2014   | [ 112 ]                                         |
| 122Na Swing     | 71           | 2013–2018   | [ 122 ] [ 123 ] [ 124 ] [ 125 ] [ 126 ] [ 127 ] |
| 71-414 Fokstrot | 117 z 140    | od 2014     | [ 128 ] [ 129 ]                                 |
| 128N Jazz       | 55           | 2014–2015   | [ 112 ] [ 130 ]                                 |
| 122Nb Swing     | 11           | 2014–2015   | [ 131 ] [ 132 ] [ 133 ]                         |
| 134N Jazz       | 30           | 2015        | [ 112 ] [ 134 ]                                 |
| 121Nb Swing     | 6            | 2015        | [ 131 ]                                         |
| 2014N Krakowiak | 36           | 2015        | [ 135 ]                                         |
| 2010NW Twist    | 8            | 2015        | [ 136 ] [ 137 ]                                 |
| Swing           | 0 z 15       |             | [ 138 ]                                         |
| Jazz            | 0 z 15       |             | [ 139 ]                                         |

## Prezentacje na targach

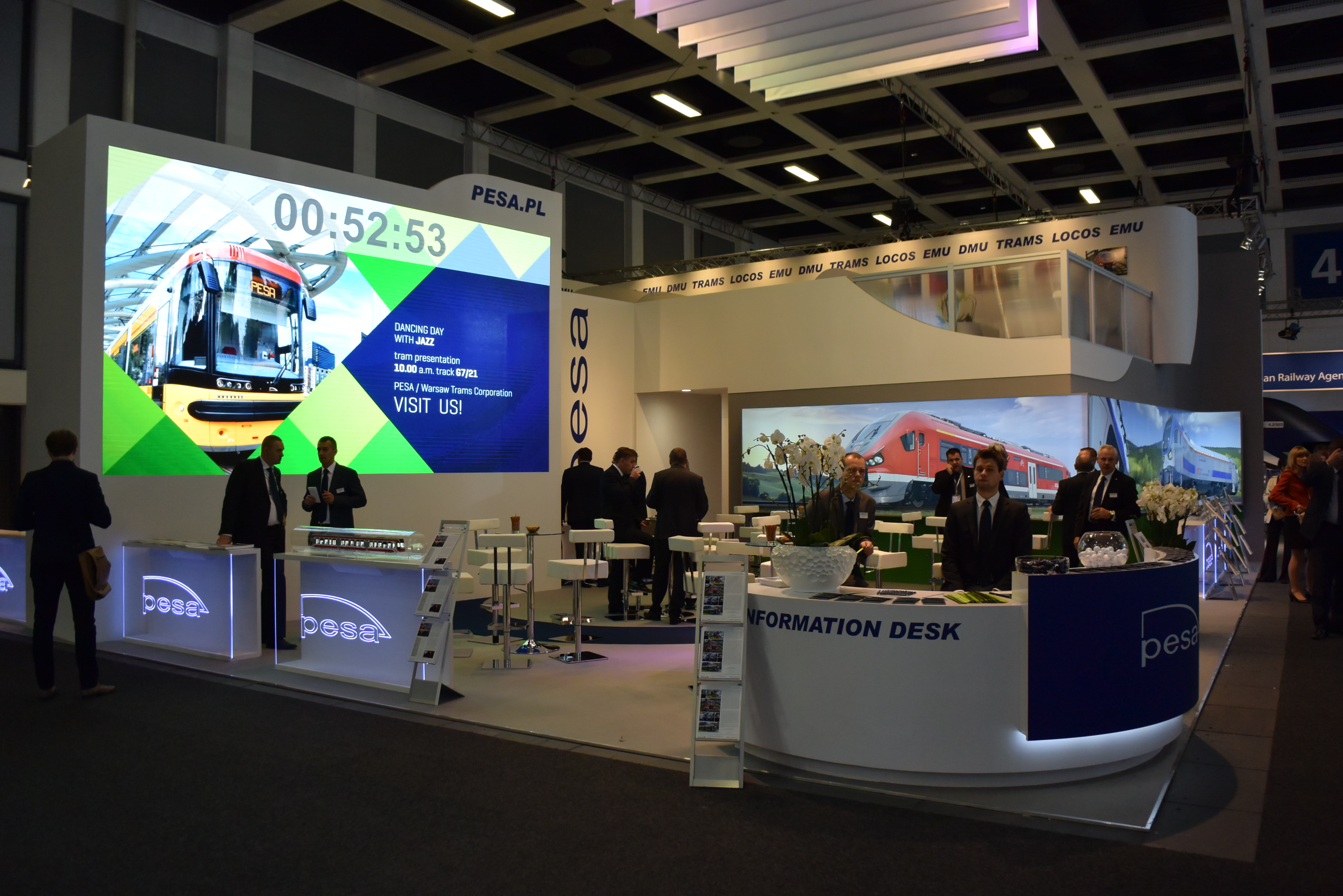
Stoisko Pesy na InnoTrans 2014

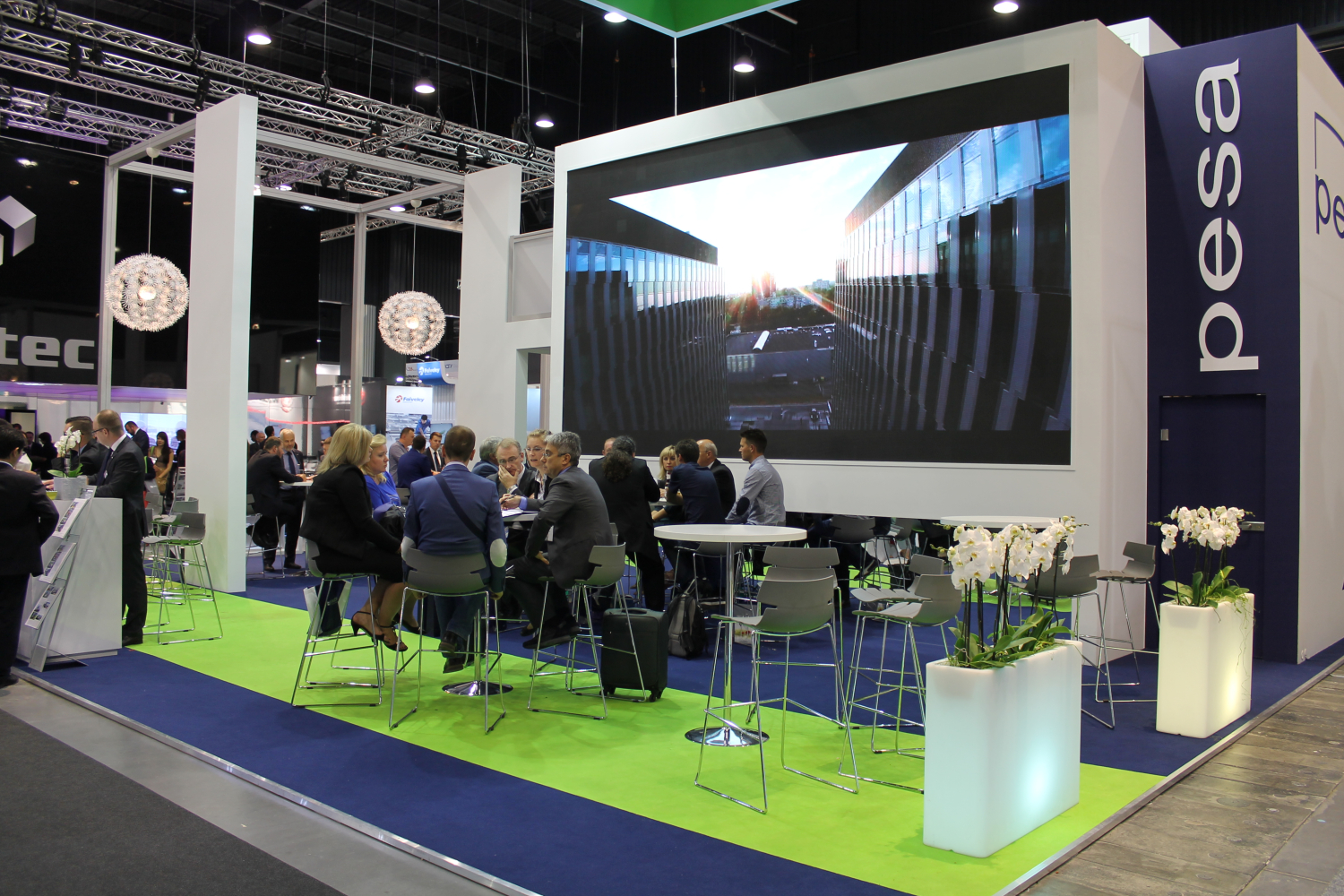
Stoisko Pesy na Trako 2015

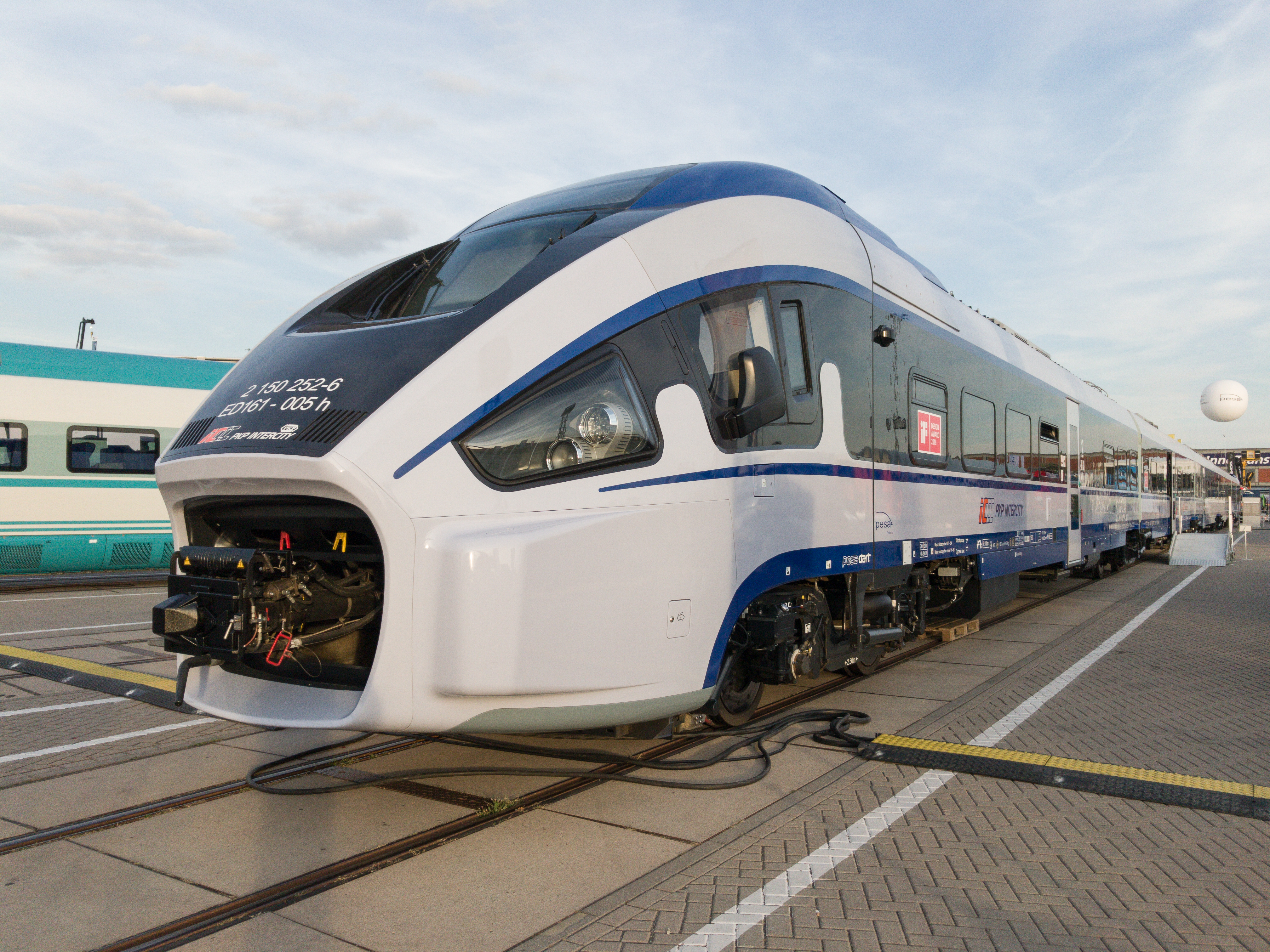
Dart na InnoTrans 2016

| Rok  | Targi          | EZT lub wagon elektryczny               | SZT lub wagon spalinowy                   | Tramwaj                                               | Lokomotywa                                            | Wagon                                                    |                 |
| ---- | -------------- | --------------------------------------- | ----------------------------------------- | ----------------------------------------------------- | ----------------------------------------------------- | -------------------------------------------------------- | --------------- |
| 1996 | Trako          |                                         |                                           |                                                       |                                                       | wagon sypialny Görlitz                                   | [ 140 ]         |
| 1999 | Trako          |                                         |                                           |                                                       |                                                       | wagon samowyładowczy 443V (Fal)                          | [ 141 ]         |
| 2001 | Trako          |                                         | 214M Partner (SA106-001)                  |                                                       |                                                       |                                                          | [ 142 ]         |
| 2002 | InnoTrans      |                                         | 214M Partner (makieta)                    |                                                       |                                                       |                                                          | [ 143 ]         |
| 2002 | Interrail      |                                         | 214M Partner (SA106-001)                  |                                                       |                                                       |                                                          | [ 144 ]         |
| 2003 | Trako          |                                         |                                           |                                                       |                                                       | wagon sypialny 306Ab                                     | [ 145 ]         |
| 2004 | InnoTrans      | 13WE Mazovia (EN95-01)                  | 620M (620M-001)                           |                                                       |                                                       | wagon sypialny 306Ab wagon samowyładowczy 602V (Feelrrs) | [ 146 ] [ 147 ] |
| 2005 | Trako          | 308B (EN81-001)                         | 218M (SA131-001)                          |                                                       |                                                       |                                                          | [ 148 ]         |
| 2006 | InnoTrans      | 15WE Acatus (ED59-01)                   | 218Mc (SA133-001)                         | 121N Tramicus                                         |                                                       |                                                          | [ 149 ] [ 150 ] |
| 2007 | Trako          | 16WEk Bydgostia (ED74-005)              |                                           |                                                       |                                                       | wagon barowy 155A                                        | [ 151 ]         |
| 2008 | InnoTrans      | 16WEk Bydgostia (ED74-014)              | 219M Atribo (ATR220-006)                  | 122N Tramicus (Bydgoszcz 365)                         |                                                       |                                                          | [ 152 ] [ 153 ] |
| 2009 | Trako          |                                         | 219M Atribo (ATR220-029)                  |                                                       | spalinowóz 301Dd (ST45-01) spalinowóz 6Dk (SM42-1601) |                                                          | [ 154 ] [ 155 ] |
| 2010 | InnoTrans      | 22WE Elf (EN76-001)                     |                                           | 120Na Swing                                           |                                                       |                                                          | [ 156 ]         |
| 2011 | Trako          | 22WE Elf (EN76-015) 34WE Elf (EN96-002) |                                           |                                                       |                                                       |                                                          | [ 157 ] [ 158 ] |
| 2012 | InnoTrans      |                                         | 223M Link (600-001)                       | 129Nb Twist (Częstochowa 626)                         | elektrowóz 111Ed Marathon (111Ed-001)                 |                                                          | [ 159 ] [ 160 ] |
| 2013 | Czech Raildays | 22WE Elf (EN76-035)                     | 223M Link (844-017)                       |                                                       |                                                       |                                                          | [ 161 ]         |
| 2013 | Trako          | 21WE Elf (EN62-001)                     | 223M Link (SA139-002) 223M Link (600-003) |                                                       | elektrowóz 111Ed Marathon (111Ed-001)                 | wagon 2. klasy 111Arow wagon barowy 113Aa                | [ 162 ] [ 163 ] |
| 2014 | InnoTrans      |                                         | Link (631-001)                            | 71-414 Fokstrot 128N Jazz                             | spalinowóz 111Db Gama (111Db-001)                     |                                                          | [ 164 ]         |
| 2015 | Trako          | 43WE Dart (ED161-004)                   | 219M Atribo (ATR220-026Tr)                | 134N Jazz (Warszawa 3804) 2010NW Twist (Wrocław 3203) | elektrowóz 111Eb Gama (111Eb-001)                     | wagon piętrowy 416B Sundeck (416B-002)                   | [ 165 ] [ 166 ] |
| 2016 | InnoTrans      | 43WE Dart (ED161-005)                   | Link (632-024)                            | 2014N Krakowiak                                       |                                                       |                                                          | [ 167 ]         |
| 2017 | Trako          | 21WEa Elf II (21WEa-002)                | 223M Link (SA139-025)                     |                                                       | elektrowóz 111Ed Gama (111Ed-005)                     | wagon 2. klasy 111Arow wagon restauracyjny 406A          | [ 168 ]         |
| 2018 | Czech Raildays | 34WEa Elf II (34WEa-003)                |                                           |                                                       |                                                       |                                                          | [ 169 ]         |
| 2019 | Trako          | 48WE Elf II (48WE-004)                  |                                           | 2015N Twist                                           |                                                       |                                                          | [ 170 ]         |
| 2024 | InnoTrans      |                                         |                                           | 146N Twist (Wrocław 3418)                             |                                                       |                                                          | [ 171 ]         |

## Współpraca z oświatą i nauką
Pesa współpracuje m.in. z Politechniką Warszawską (wspólnie zaprojektowano tramwaj), Politechniką Bydgoską (staże dla studentów i absolwentów, patronat nad kołem naukowym i jedną ze specjalności) oraz z Zasadniczą Szkołą Zawodową Rzemiosła i Przedsiębiorczości w Bydgoszczy (Pesa objęła patronatem klasę kształcącą przyszłych ślusarzy, elektryków i elektroników).
Pesa współpracuje również z Narodowym Centrum Badań i Rozwoju, które przyznało jej następujące dotacje:
| Nazwa projektu | Pojazd | Kwota dotacji | Okres realizacji |                 |
| --- | ------ | ------------- | ---------------- | --------------- |
| Uniwersalna lokomotywa elektryczna, wielosystemowa o budowie modułowej, na prędkości powyżej 200 km/h                                                    | Gama   | 9 mln zł      | 2009–2012        | [ 175 ] [ 176 ] |
| Zmodernizowana lokomotywa spalinowa serii SU46 przystosowana do wymagań TSI obowiązujących w Unii Europejskiej                                           | ST46   | 4 mln zł      | 2009–2011        | [ 176 ]         |
| Opracowanie i przetestowanie całkowicie niskopodłogowego tramwaju z niezależnie obracającymi się kołami w skali demonstracyjnej                          | Jazz   | 5 mln zł      | 2013–2015        | [ 177 ]         |
| Opracowanie prototypu dalekobieżnego elektrycznego zespołu trakcyjnego nowej generacji przez Pesa                                                        | Dart   | 7 mln zł      | od 2014          | [ 178 ] [ 179 ] |
| Platforma zmodernizowanych spalinowych lokomotyw 6-osiowych spełniających wymagania Unii Europejskiej z wykorzystaniem lokomotyw eksploatowanych w kraju | 19D    | 8 mln zł      | od 2014          | [ 180 ] [ 181 ] |
| Energooszczędne metro o podwyższonym poziomie komfortu i bezpieczeństwa                                                                                  |        | 24 mln zł     | od 2016          | [ 182 ]         |

## Struktura własnościowa i wyniki finansowe
Do lipca 2018 roku 92% akcji Pesy było w rękach ośmiu prywatnych inwestorów, m.in. menedżerów w spółce. Wśród nich był Tomasz Zaboklicki, który od 5 sierpnia 1998 pełnił funkcje prezesa zarządu i dyrektora generalnego przedsiębiorstwa, a od połowy grudnia 2016 do 26 czerwca 2017 był tylko prezesem zarządu. W lipcu 2018 Polski Fundusz Rozwoju podpisał z dotychczasowymi udziałowcami umowę przejęcia 99,8% akcji Pesy i został właścicielem spółki.
W 1998 ZNTK Bydgoszcz przyniosły stratę przeszło 2,5 mln zł, zaś w latach 1999–2000 zanotowały kilkumilionowe zyski. W następnych latach spółka, już jako Pesa, dalej notowała zyski, które w 2011 osiągnęły rekordową wartość przeszło 215 mln zł. W 2015, w związku z utworzeniem rezerwy na poczet ewentualnych kar naliczanych za niewywiązywanie się z zawartych kontraktów w terminie, przedsiębiorstwo zanotowało stratę wynoszącą ponad 130 mln zł. W kolejnych latach spółka również ponosiła straty, w 2020 sięgnęły one poziomu blisko 74 mln zł.
Na koniec 2017 roku kapitał własny spółki wynosił 177 mln zł, a wszystkie zobowiązania 1,9 mld zł. Przychody ze sprzedaży zmalały do 742,89 mln złotych (z 974,64 mln w 2016), a strata netto wzrosła z 68,81 mln w 2016 roku do 582,7 mln zł rok później. Cała grupa odnotowała natomiast stratę w wysokości 621 mln zł. Jednocześnie koszty działalności operacyjnej wzrosły o 6 proc. do poziomu 1073,3 mln zł. Na poziomie całej grupy kapitałowej kapitał własny wynosił w grudniu 2017 roku zaledwie 9 mln złotych, a zobowiązania 1,8 mld złotych.

## Zatrudnienie
Początkowy okres działalności zakładów po II wojnie światowej charakteryzował się szybkim wzrostem liczby pracowników, który zatrzymał się w 1955, w którym osiągnięto rekordową liczbę 5229 pracowników, w tym 800 kobiet, po czym odnotowywano powolny spadek, chociaż liczba pracowników utrzymywała się do połowy lat 70. XX w. na poziomie powyżej 4000. W 2000 osiągnięto rekordowo niską liczbę pracowników – 947. Począwszy od 2001 liczba pracowników znowu systematycznie rośnie.
W 2015, ze względu na wzmożone prace związane z pozyskaniem dużej liczby zamówień pod koniec perspektywy unijnej oraz wynikające z nich opóźnienia w produkcji, zakłady zatrudniały osoby z MPK-Łódź i MPK Kraków oraz innych pracowników tymczasowych, w tym z Ukrainy. W listopadzie 2015 Pesa zatrudniała 5500 osób, a miesiąc później ponad 3000.

## Dyrektorzy i prezesi

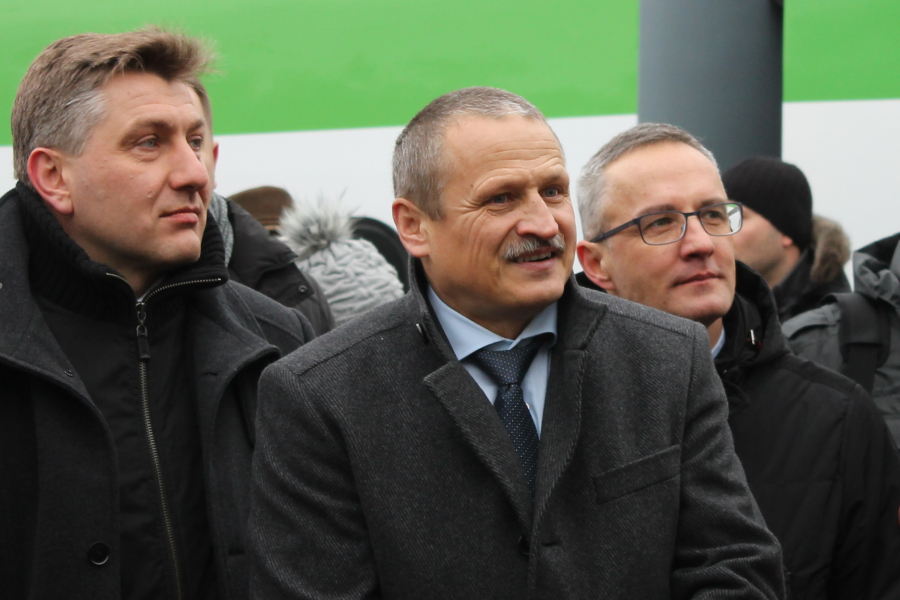
W środku Tomasz Zaboklicki – prezes Pesy od 1998 do 2017, z lewej Robert Świechowicz – prezes spółki w latach 2017–2018 (2016)

| Od   | Do   | Osoba                 |                 |
| ---- | ---- | --------------------- | --------------- |
| 1920 | 1923 | Franciszek Hoffmann   | [ 8 ]           |
| 1923 | 1926 | Stanisław Osiński     | [ 8 ]           |
| 1926 | 1937 | Rudolf Schmidt        | [ 8 ]           |
| 1937 | 1939 | Jan Rupiński          | [ 8 ]           |
| 1939 | 1945 | brak danych           |                 |
| 1945 | 1950 | Jan Rupiński          | [ 26 ]          |
| 1951 | ?    | Eugeniusz Wodiczko    | [ 26 ]          |
| ?    | ?    | Karol Gross           | [ 26 ]          |
| ?    | 1956 | Stanisław Nowak       | [ 26 ]          |
| 1956 | 1961 | Antoni Stachowiak     | [ 26 ]          |
| 1961 | 1981 | Zygmunt Smok          | [ 26 ]          |
| 1982 | 1998 | Aleksander Kaszowski  | [ 26 ]          |
| 1998 | 2017 | Tomasz Zaboklicki     | [ 26 ]          |
| 2017 | 2018 | Robert Świechowicz    | [ 186 ] [ 218 ] |
| 2018 | 2020 | Krzysztof Sędzikowski | [ 218 ]         |
| 2020 |      | Krzysztof Zdziarski   | [ 1 ]           |

## Nagrody i wyróżnienia
- 2006 – tytuł Lider Transportu Szynowego 2006 w kategorii tabor[219]
- 2007 – tytuł Lider Transportu Szynowego 2007 w kategorii tabor[220]
- 2007 – II miejsce w kategorii dużych przedsiębiorstw pod względem dynamiki przychodów w konkursie Złota Setka Pomorza i Kujaw 2007[221]
- 2007 – nagroda Złoty Pegaz Polskiej Gazety Transportowej dla najlepszego przedsiębiorstwa działającego na rzecz branży TSL[222]
- 2008 – II miejsce w konkursie Pracodawca Roku regionu kujawsko-pomorskiego[223]
- 2009 – 7. miejsce na liście najbardziej innowacyjnych przedsiębiorstw w Polsce (według Instytutu Nauk Ekonomicznych PAN) zamieszczonej przez tygodnik Newsweek[224]
- 2009 – 41. miejsce na liście Pereł Polskiej Gospodarki w kategorii Perły Duże według miesięcznika „Polish Market” oraz Instytutu Nauk Ekonomicznych PAN[225]
- 2010 – 91. miejsce na liście Pereł Polskiej Gospodarki w kategorii Perły Sektora Przemysłu i Usług według miesięcznika Polish Market oraz Instytutu Nauk Ekonomicznych PAN[226]
- 2011 – 15. miejsce na liście Pereł Polskiej Gospodarki w kategorii Perły Wielkie według miesięcznika Polish Market oraz Instytutu Nauk Ekonomicznych PAN[227]
- 2012 – 4. miejsce na liście Pereł Polskiej Gospodarki w kategorii Perły Wielkie według miesięcznika Polish Market oraz Instytutu Nauk Ekonomicznych PAN[228]
- 2013 – tytuł Inwestor roku Europy Środkowo-Wschodniej podczas VI Forum Inwestycyjnego w Tarnowie[229]
- 2013 – tytuł Innowator Wprost 2013[230]
- 2014 – zwycięstwo w konkursie „Financial Times” & ArcelorMittal „Boldness in Business Awards” w kategorii przedsiębiorczość[231][232]
- 2014 – tytuł Polska marka na świecie w konkursie Czas na patriotyzm gospodarczy organizowanym przez Puls Biznesu[233]
- 2014 – tytuł Filar regionu w rankingu Złota Setka Pomorza i Kujaw organizowanym przez Gazetę Pomorską[234]
- 2014 – nagroda 25-lecia wolnego rynku kolejowego przyznana przez miesięcznik i portal „Rynek Kolejowy” oraz Forum Kolejowe – Railway Business Forum[235]
- 2014 – tytuł Najlepszy Eksporter, Eksportowy Produkt i Najdynamiczniejszy Eksporter w konkursie Orły Eksportu Województwa Kujawsko-Pomorskiego organizowany przez Kujawsko-Pomorski Urząd Marszałkowski[236]
- 2015 – tytuł Najlepszy producent przyznany przez Organizację Transportu Publicznego Wielkiej Brytanii[237]
- 2015 – tytuł Stabilny Lider Eksportu w plebiscycie „Klubu Eksportera Rzeczpospolitej”[238]
- 2015 – II miejsce w rankingu Gazety Bankowej w kategorii Przedsiębiorstwo duże[239]